# Pedro de Alcocer
Pedro de Alcocer fue un historiador español del siglo XVI. Las Memorias del cronista vasco Garibay, editadas en el Memorial Histórico Español (1854), señalan que Alcocer fue contador de Íñigo López de Mendoza, duque del Infantado.

## Historia o descripción de la imperial ciudad de Toledo

### Autoría
Pedro de Alcocer aparece como autor de la Hystoria o Descripción de la imperial cibdad de Toledo, adonde se tocan y refieren muchas antigüedades y cosas notables de la Historia general de España. Agora nuevamente impressa en Toledo, obra de 1551, publicada en Toledo (reimpresa de nuevo en Toledo por Juan Ferrer en 1554 y en Madrid en 1641, en cuarto). La obra, según Tomás Tamayo de Vargas y Andrés Burriel está escrita en todo o en parte por el canónigo Juan de Vergara. 

#### Contenido y libros primero y segundo
Es un libro muy documentado en lo que se refiere a datos y leyendas y es útil para el comentario de textos de la época; es la primera que se compuso sobre Toledo; existe una edición facsímil del Instituto Provincial De Investigación Y Estudios Toledanos, editada en Toledo en el año 1973.
La Historia o Descripción de la Imperial ciudad de Toledo fue redactada antes de 1551 y reeditada en 1554; está dividida en dos libros,
- Libro Primero - Historia o descripción de la imperial ciudad de Toledo con todas las memorables acontecidas en ella desde su principio y fundación. Adonde se toca y refieren muchas antigüedades y cosas notables de la Historia General de España. Libro propiamente histórico, desde la fundación de Toledo -por el mítico Tubal- hasta la primera visita que a la ciudad hizo Isabel la Católica;

- Libro Segundo - En el que particularmente se escribe el principio y fundamento de la Santa Iglesia de Toledo con todas las cosas que en ella hay dignas de ser sabidas: en el que se escriben también las primeras fundaciones de los Monasterios, Hospitales y lugares píos que en ella en este tiempo hay Este capítulo de más corta amplitud comienza en el Folio XCVIII y describe la catedral, monasterios, hospitales, colegios y ermitas.

## Relación de las Comunidades
El nombre de Pedro Alcocer también aparece como autor de la obra de 1555 conocida por Relación de las Comunidades o Relación de las cosas que pasaron en estos reinos desde que murió doña Isabel hasta que acabaron las Comunidades en la ciudad de Toledo, manuscrito que vio en el siglo XVIII Jaime Villanueva en la Biblioteca Colombina de Sevilla y en el siglo XIX Bartolomé José Gallardo, y que Tomás Tamayo de Vargas y Andrés Burriel también atribuyen a Juan de Vergara. Existe una edición de 1872 llevada a cabo por la Sociedad de Bibliófilos Andaluces de Sevilla en la imprenta Librería española y extrangera de D. Rafael Tarrascó, con coautoría de Juan de Avcayos Chaves (Juan Bautista de Chaves Arcayos), con un prólogo o estudio introductorio de Antonio Martín Gamero, con apéndice extenso sobre estilo, comparación de autoría (Pedro de Alcocer-Juan de Vergara) e índice.